# Heiner Wember
Heiner Wember (* 1959 in Olfen) ist ein deutscher Historiker und Radiojournalist.

## Leben
Wember absolvierte 1975 bis 1978 eine Ausbildung zum Bankkaufmann. Nach Abitur und Zivildienst studierte er bis 1990 Neuere und Osteuropäische Geschichte sowie Politologie an der Westfälischen Wilhelms-Universität in Münster. 1991 veröffentlichte er seine Dissertation zu Internierungslagern für Nationalsozialisten in der Britischen Besatzungszone. Er produzierte Dokumentarfilme für WDR, NDR, ZDF und Deutsche Welle. Wember ist langjähriger Stammautor der WDR-Radiogeschichtssendung Zeitzeichen und des WDR 2-Stichtag. Für WDR-Radiofeature-Produktionen erhielt er 2008 und 2019 den Ernst-Schneider-Preis der Deutschen Wirtschaft.
Wember ist in der Journalistenausbildung tätig, unter anderem als Lehrbeauftragter an der Hochschule Ansbach. Er moderiert Veranstaltungen und entwickelt beratend Podcast-Formate, unter anderem für die Körber-Stiftung. Für das Dokumentationszentrum Topographie des Terrors in Berlin konzipierte und produzierte er den Audioguide. Heiner Wember ist verheiratet und hat zwei erwachsene Töchter.

## Schriften
- Heiner Wember: Umerziehung im Lager. Internierung und Bestrafung von Nationalsozialisten in der britischen Besatzungszone Deutschlands  (= Düsseldorfer Schriften zur Neueren Landesgeschichte Nordrhein-Westfalens. Bd. 30). Klartext-Verlag, Essen 1991, ISBN 3-88474-152-7 (Zugleich: Münster, Universität, Dissertation, 1990: Internierung und Aburteilung von Nationalsozialisten, „Militaristen“ und „Suspect Persons“ in der britischen Besatzungszone Deutschlands. 3. Auflage. ebenda 2007, ISBN 978-3-89861-883-0).
- Tommies als Täter – Der Fachhistoriker Heiner Wember kommentiert die jüngsten Informationen über britische Folter-Lager in Deutschland nach dem 2. Weltkrieg. ZEIT online, 4. April 2006

## Filme
- Jörg Müllner und Heiner Wember: Die Gefangenen – Folge 1: Ab nach Sibirien! 44 Min. Universum-Film, München 2004